# Distretto di Lubei
Il distretto di Lubei (路北区S, Lùběi QūP) è un distretto della Cina, situato nella provincia di Hebei e amministrato dalla prefettura di Tangshan.